# Klimaloven (Danmark)
Klimaloven är en lag i Danmark som antogs den 18 juni 2020 av folketinget. Den ska försäkra att Danmark till 2030 minskar utsläppen av växthusgaser med 70 procent relativt 1990 och att landet är klimatneutralt 2050. Den etablerar en process med årliga uppföljningar av klimatarbetet.
Lagen stöddes av alla partierna i Folketinget vid tillfället förutom Liberal Alliance och Nye Borgerlige; det vill säga den stöddes av Socialdemokratiet, Venstre, Dansk Folkeparti, Radikale Venstre, Socialistisk Folkeparti, Enhedslisten, Det Konservative Folkeparti och Alternativet.